# Thimo de Wettin
Thimo de Wettin sau Thiemo, supranumit cel Viteaz (n. 1034 – d. 9 martie 1091 sau 1100), aparținând Casei de Wettin, a fost conte de Wettin și Brehna. 

## Biografie
Thimo a fost fiul margrafului Dietrich al II-lea al Luzaciei Inferioare, și al soției sale, Matilda, fiica margrafului Eckard I de Meissen. El s-a căsătorit cu Ida, fiică a lui Otto de Nordheim. Thimo este înmormântat în Mănăstirea Niemegk pe care a ctitorit-o.
Anul exact al morții lui Thimo nu este cunoscut. Deoarce fiul său, Conrad, s-a născut în jurul anului 1098, Thiemo probabil nu a mai trăit mulți ani după aceea. Pe de altă parte, unii cercertători sugerează că Thimo ar fi fost de fapt bunicul lui Conrad, al cărui tată ar fi fost un fiu necunoscut al lui Thimo având același nume, făcând astfel ca moartea sa în 1090/1091 să fie posibilă.

## Descendenți
Thimo de Wettin și Ida de Nordheim au avut trei copii:
- Dedi (d. 16 decembrie 1124), l-a succedat pe tatăl său sub numele Dedi al IV-lea; căsătorit cu Bertha de Groitzsch; a avut o fiică;
- Conrad (c. 1098–1157);[2]
- Matilda, căsătorită cu contele Gero I de Seeburg în 1115, și apoi cu contele Ludovic al II-lea de Wippra în 1123.